# Aleksandr Sizonenko
Aleksandr Aleksejevitsj Sizonenko (Oekraïens: Олександр Олексійович Сизоненко, Russisch: Александр Алексеевич Сизоненко) (Zaporizja, 20 juli 1959 - Sint-Petersburg, 5 januari 2012), was een voormalig professionele basketbalspeler die speelde voor Spartak Leningrad en Stroitel Koejbysjev. Ook speelde Sizonenko twaalf wedstrijden voor de Sovjet-Unie.

## Carrière
Sizonenko is waarschijnlijk de langste speler die ooit basketbalspeler was. Sizonenko was tijdens zijn basketbalcarrière 2,37 m. Sizonenko leed aan osteoporose. Sizonenko werd opgemeten voor het Guinness Book of Records en zijn lengte was 2,45 m. Sizonenko werd de langste nog levende man van de wereld in 1991 toen Gabriel Monjane stierf. Een jaar later verloor hij deze titel, hoewel hij groter was (op zijn hoogtepunt) dan de volgende recordhouders (Alam Channa, Radhouane Charbib, Naseer Soomro, Bao Xishun en Leonid Stadnyk) tot Sultan Kösen de titel overnam in 2009. Vanwege de enorme groei is de mobiliteit in toenemende mate beïnvloed. Vanwege zijn lengte moest hij krukken gebruiken om te lopen. In het najaar van 2011 werd Sizonenko overgebracht naar een ziekenhuis in Sint-Petersburg. Hij overleed op 5 januari 2012. Hij was 52 jaar. Hij ligt begraven op de  Noordelijke begraafplaats in Sint-Petersburg.

## Erelijst
- Bekerwinnaar Sovjet-Unie: 1
  - Winnaar: 1978